# Надеждинка (Лунинский район)
Наде́ждинка — деревня в Лунинском районе Пензенской области. Входит в состав Болотниковского сельсовета.

## География
Деревня расположена в северной части области на расстоянии примерно в 15 километрах по прямой к северо-западу от районного центра Лунино.
Часовой пояс
Деревня Надеждинка как и вся Пензенская область, находится в часовой зоне МСК (московское время). Смещение применяемого времени относительно UTC составляет +3:00.

## Население
| 1864 | 1910 | 1926 | 1930 | 1959 | 1979 | 1989 |
| ---- | ---- | ---- | ---- | ---- | ---- | ---- |
| 147  | ↗247 | ↗307 | ↗326 | ↘115 | ↗141 | ↘86  |
| 1996 | 2002 | 2010 |      |      |      |      |
| ↘26  | ↘16  | ↘5   |      |      |      |      |

Национальный состав
Согласно результатам переписи 2002 года, в национальной структуре населения русские составляли 88 % из 16 чел..